# Graciela Vidiella
Graciela Vidiella (nacida el 1 de octubre de 1952 en Ciudad de Buenos Aires, Argentina) es una filósofa argentina, dedicada a la ética, la filosofía política contemporánea y al problema de la motivación moral.

## Reseña académica
Vidiella recibió el título de Doctora en Filosofía en 1995 por la Universidad de Buenos Aires, bajo la dirección del Dr. Osvaldo Guariglia, luego de haber investigado con Carlos Nino. Su tesis doctoral fue publicada en la editorial universitaria EUDEBA con el título de Justicia distributiva y derecho a la salud. La misma se convirtió, gracias a su rigor argumentativo y original enfoque, en una referencia obligada para posteriores análisis de las relaciones entre la filosofía y el derecho a la salud, habiéndosela citado en más de treinta publicaciones académicas.
Fue docente, a partir de 1984, en la Facultad de Filosofía y Letras de la Universidad de Buenos Aires, obteniendo en el 2012 el cargo de Profesora Adjunta Ordinaria en ‘Ética’. A partir del 2006, ocupó el cargo de Profesora Titular regular de la cátedra de Ética en la Universidad Nacional del Litoral. Al mismo tiempo, fue docente regular en la Universidad Nacional de La Plata en distintas materias. En esta misma universidad fue nombrada Profesora Consulta en el año 2018.
Vidiella también tuvo una profusa actividad institucional. Durante el período 2002-2004 fue Directora del Departamento de Filosofía en la Facultad de Filosofía y Letras de la Universidad de Buenos Aires. Participó como Secretaria de la Asociación Filosófica Argentina (AFRA, 1997-1999), de la que es miembro fundadora. Fue miembro Comisión de Doctorado en Filosofía del Departamento de Filosofía de la Facultad de Humanidades y Ciencias de la Educación de la Universidad Nacional de La Plata. Actualmente, es también miembro del Centro de Investigaciones Filosóficas (CIF).
En el año 2006 fue reconocida con el Premio Konex en Humanidades dentro del área de Ética, premiándose la relevancia e importancia de su labor académica y de investigación a lo largo de más de veinte años.

## Obra filosófica
Vidiella ha publicado seis libros, más de una decena de capítulos de libros conjuntos y una veintena de artículos en revistas internacionales. Entre ellos, son destacables el manual Filosofía y Formación Ética y Ciudadana para enseñanza media y el Breviario de Ética, escrito en conjunción con Osvaldo Guariglia, que presenta una forma accesible, pero no por ello menos profunda, de introducción a los grandes problemas clásicos de la ética, y que se ha convertido en un manual clásico para la disciplina en lengua castellana. 
Los aportes de la filósofa al área práctica de la filosofía pueden concentrarse en tres grandes subdisciplinas: acceso a la salud, democracia deliberativa y motivación moral. 
En su libro El Derecho a la Salud, Vidiella combatió, frente al embate neoliberal, la justificación de un recorte en los derechos sociales, principalmente, en el acceso a los medios para la salud. Allí, propuso una fundamentación normativa novedosa del derecho a la atención a la salud, centrada en comprender a la salud como una capacidad básica para el desarrollo moral de las personas. Si bien es evidente que la salud de un individuo concreto será dependiente de numerosos factores contingentes y que, en ocasiones, no pueden ser neutralizados, la filósofa considera que un principio de igualdad equitativa de oportunidades es pertinente para pensar la forma de distribuir recursos dentro de las instituciones de salud. 
Con respecto a la democracia deliberativa, Vidiella defendió una concepción habermasiana de la razón pública, en oposición a la exigencia rawlsiana de limitar los argumentos y razones que podrían utilizarse para discutir sobre asuntos públicos. De acuerdo con varios de sus textos, ese límite no puede establecerse de manera previa al debate democrático, sino que, en todo caso, debería surgir de allí. Así, la democracia deliberativa debería permitir la inclusión de cualquier tipo de razones y sólo ser sometida a exigencias procedimentales, como la reciprocidad y la imparcialidad.
También en el contexto de su defensa de la democracia deliberativa argumentó a favor de la importancia del intercambio argumentativo por sobre la mera apelación a las pasiones políticas –como puede desprender de la concepción radical o agonista de la democracia– como manera para abordar la conflictividad de las democracias contemporáneas. Aunque no descarta la importancia de las emociones en nuestra experiencia, no considera que éstas deban convertirse en el foco del consenso democrático.

## Selección de bibliografía de la autora

###### Libros
- ·Democracia y estado de bienestar. Buenos Aires, Centro Editor de América Latina, 1993. (En colaboración con Guariglia, O. y Bertomeu, M.J.).
- ·Derecho a la salud. Buenos Aires, Eudeba, 2000.
- ·Ética. Buenos Aires, Longseller, 2003.
- ·Breviario de Ética, Buenos Aires, Edhasa, 2014. En coautoría con Guariglia, O.

###### Capítulos de libros
- ·"Moral person and the right to health care", en colaboración con M.J.Bertomeu en Philosophy and Thought in Latin America. Editoras: Arleen Salles y María Julia   Bertomeu, N.York-Amsterdam, Rodopi, 2002.
- ·"¿Es relevante el voto en la democracia deliberativa?", en Cabanchik, S. Penelas, F. Tozzi, V. El giro pragmático en la filosofía, Barcelona, Gedisa, 2003.
- ·"Estabilidad y razón pública en Liberalismo Político", Claudio Amor (comp.), Rawls post Rawls, Bernal, Buenos Aires, Editorial de la Universidad Nacional de Quilmes / Prometeo 3010, 2006.
- ·“La justicia en la salud”, en Luna, F. y Salles, A. Bioética:  nuevas reflexiones sobre debates  clásicos. México-Bs.As. Fondo de Cultura Económica, 2008.
- ·“Democracia e Igualdad Política”, en J. Montero y M. Garreta Leclercq (comps.), Derechos humanos, justicia y democracia en un mundo transnacional. Ensayos en homenaje a Osvaldo Guariglia, Buenos Aires, Prometeo, 2009.
- ·“Razón práctica y motivaciones para la deliberación pública”, en Guillermo Lariguet (ed.), Democracia: Perspectivas políticas, morales y deliberativas, Buenos Aires, Editorial B de F, 2017.
- ·“Buen Vivir. A Latin-American contribution to intra e inter- generational Justice”, en Gardiner, S. (ed.) Oxford Handbook for Intergenerational Ethics. Oxford: Oxford University Press. 2021. En coautoría con Facundo García Valverde.

###### Artículos
- ·  "Sartre y la ética: de la mala fe a la conversion  moral". Revista de Filosofía (Publicación de la Asociación de Estudios Filosóficos), vol.IV, No 2, Noviembre 1989. (pp. 61-77)
- ·  "El comunitarismo y los límites de la justicia como imparcialidad", Revista Latinoamericana de Filosofía, Vol. XIX, No 1, Otoño 1993 (pp. 149-162)
- ·  "El derecho de las mujeres a la salud" (en colaboración con M.L. Femenías) Perspectivas Bioéticas, Año 10, No 18, 2005 (pp. 123-143)  (pp. 123-143).
- ·  "El ideal de la razón pública y la democracia deliberativa" en Revista Latinoamericana de Filosofía, (Vol. XXXI, No 1, 2005),
- ·  “Democracia: ¿razones o pasiones?” en Tópicos 25, 2013,
- ·  “¿Qué le aporta la neuroética a la ética?”, Revista Latinoamericana de Filosofía, 44 (1), 2018, [103-117].

Selección de textos sobre la autora
- Abal, F. “¿Son compatibles la idea de razón pública de Rawls y la concepción deliberativa de la democracia?”, Revista de Filosofía (La Plata) 52 (1), 2022
- Penelas, F., “Sobre algunas ventajas en la práctica del pluralismo agonista. Comentario a “Democracia: ¿razones o pasiones?”, Tópicos  25, 2013